# Luís Bethelmy
Luís Miguel Bethelmy Villarroel (Guiria, 14 de outubro de 1986) é um basquetebolista venezuelano que atualmente joga pelo Guaros de Lara disputando a Liga Profesional de Baloncesto de Venezuela. O atleta possui 2,03m e atua na posição ala e Ala-pivô.